# Altusmirus
Altusmirus triquetrus
Genre
Espèce
Altusmirus est un genre fossile de requins Carcharhiniformes qui a vécu lors du Crétacé inférieur.
Une seule espèce est connue, Altusmirus triquetrus, nommée par Iris Fuchs et ses collègues en 2018. Ses restes fossiles ont été mis au jour en Autriche. 
Altusmirus est lié à Fornicatus.